# Чапле (Мазовецьке воєводство)
Чапле (пол. Czaple) — село в Польщі, у гміні Коритниця Венґровського повіту Мазовецького воєводства.
Населення — 112 осіб (2011).
У 1975-1998 роках село належало до Седлецького воєводства.

## Демографія
Демографічна структура станом на 31 березня 2011 року:
|          | Загалом | Допрацездатний вік | Працездатний вік | Постпрацездатний вік |
| -------- | ------- | ------------------ | ---------------- | -------------------- |
| Чоловіки | 61      | 18                 | 36               | 7                    |
| Жінки    | 51      | 9                  | 33               | 9                    |
| Разом    | 112     | 27                 | 69               | 16                   |